# 光文社コミック叢書SIGNAL
光文社コミック叢書 SIGNAL（こうぶんしゃコミックそうしょ シグナル）とは、日本の出版社、光文社から発行されている日本の漫画の叢書である。2006年12月に創刊された。過去に刊行された作品を再編集し、レストアやリマスタリングを実施して刊行している。企画、ディレクション、造本装幀を高橋聡が担当している。A5判、ソフトカバーで統一されている。一般の漫画単行本と比べて高価ではあるが、全ネームの新規起こしや著者との監修校正を実施し最も上質な紙質を採用している。

## 一覧
- 星野之宣『レジェンド オブ ヤマタイカ』1 - 5巻、2006年12月 - 2007年4月
- 諸星大二郎『海神記』上下巻、2007年7月 - 8月
- 星野之宣『2001夜物語 原型版』上下巻、2007年9月 - 10月 、「光文社コミック叢書 SIGNAL SPECIAL EDITION HIGH-END」とし、A4判で刊行された。

　2008年第42回造本装幀賞日本書籍出版協会理事長賞コミック部門受賞
- 谷口ジロー著、M.A.T.原作『エネミーゴ 最終版』、2007年11月
- 坂口尚『石の花』上中下巻、2008年1月 - 3月
- 星野之宣『星野之宣SF作品集成I［CONTINENT］』2008年5月
- 星野之宣『星野之宣SF作品集成II［SPACE］』2008年6月
- 星野之宣『星野之宣SF作品集成III［STAR　FIELD］』2008年7月
- 畑中純『オバケ 最終版』上下巻、2008年8月・10月
- 諸星大二郎『巨人譚』2008年12月
- 諸星大二郎『MUD MEN 最終版』2010年1月
- 谷口ジロー『歩くひとPLUS』2010年3月
- 諸星大二郎『諸怪志異伝奇編』2011年1月
- 諸星大二郎『諸怪志異阿鬼編』2011年3月
- 諸星大二郎『諸怪志異燕見鬼編』2011年8月
- 『SIGNAL VOL.1』2012年3月 ISBN 978-4-334-90186-8
ひらいたかこ　広木陽一郎　森美夏　畑中純　星野之宣　近藤ゆたか　寺田克也　以上新作集＋復刻　谷口ジロー　モリ・ミノル　
他に高橋聡　北條成人　乙部順子によるフォトロマン、随想、解説を収録した。
- 谷口ジロー『荒野より』2012年5月　ISBN 978-4-334-90187-5

（刊行年度順）